# Nomikai
Un nomikai (飲み会?) è un evento festivo tipico della cultura giapponese durante il quale si consumano alcolici. I nomikai sono parte integrante della società giapponese, e possono essere considerati un aspetto importante del mondo lavorativo, in quanto principalmente diffusi tra gli impiegati. Tali cerimonie, benché non sia obbligatorio parteciparvi, sono importanti per lo sviluppo delle relazioni sociali e solitamente si svolgono nei ristoranti izakaya, con gli ospiti che si accomodano seduti attorno a un grande tavolo.
Gli invitati al nomikai solitamente pagano una quota per permettere all'organizzatore (幹事?, kanji) la preparazione del tavolo e il pagamento del conto del ristorante. Tuttavia gli invitati non sono costretti a consumare se non lo desiderano. Inoltre il denaro avanzato dall'organizzazione di un certo nomikai verrà poi utilizzato per finanziare quello successivo.
Il nomikai prende diverse nominazioni a seconda dell'occasione: il konpa (コンパ?), per esempio, è un nomikai organizzato tra studenti universitari; il bōnenkai (忘年会?) si svolge a dicembre con lo scopo di dimenticare i problemi accorsi durante l'anno; durante il sennankai (新年会?) si festeggia invece l'anno nuovo. Enkai (宴会? "banchetto") è il termine generico con cui ci si riferisce al nomikai o al bōnenkai.

## Svolgimento
I nomikai coinvolgono i lavoratori di un solo settore di una certa azienda, fatta eccezione per i bōnenkai di fine anno, 
a cui sono soliti partecipare tutti i membri della compagnia. Nelle grandi compagnie, tuttavia, è possibile che vengano organizzati diversi bōnenkai tanti quanti sono i dipartimenti di un'azienda, oltre a venire organizzati in date differenti e spesso con gruppi misti provenienti da diversi dipartimenti.
All'inizio del nomikai l'organizzatore fa un breve discorso di presentazione, prima di lasciare spazio al proprio amministratore delegato, presidente o principale, che offre parole di conforto, incoraggiamento e riflessione. Il discorso, infine, si conclude un brindisi. Se ci sono impiegati da poco unitisi alla compagnia oppure ospiti è convenzione, per loro, presentarsi prima del nomikai. 
Il nomikai dura qualche ora e si conclude con un grande applauso. Ci sono due stili d'applauso: l'ippon-jime ed il sanbon-jime, traducibili letteralmente con "finale con applauso unico" e "finale col triplo applauso", rispettivamente. 
La tripletta di applausi termina con un applauso singolo. Spesso lo si ripete tre volte. Delle volte lo shime (finale) potrebbe includere un saluto finale oppure un canto celebrativo.
Il nijikai (二次会?) è il dopo festa. Dopo il nomikai principale, i partecipanti si separano in piccoli gruppi diversi, i quali di solito si recano in bar differenti. Anche in questo caso la partecipazione non è obbligatoria, anche perché i partecipanti sono soliti bere eccessive quantità di alcolici durante il loro pub crawl. Il bere alcolici durante il nijikai è detto sanjikai (三次会?).

## Galateo
Durante il nomikai ci sono regole e convenzioni da rispettare. Generalmente, si evita di riempire il proprio bicchiere, offrendosi invece di riempire quello di qualcun altro, in particolare nel caso del rapporto senpai e kōhai, in cui i partecipanti di rango inferiore o più giovane devono servire quelli più maturi o di rango maggiore. 
Questo rapporto è comunque reciproco e il superiore, in cambio, s'offrirà di riempire il bicchiere del suo collega più giovane. Non si tratta di una questione di favori, ma di wa, ovvero armonia lavorativa.
Ubriacarsi durante un nomikai non è considerato maleducazione, e quando qualcuno si lascia sfuggire alcuni dettagli troppo sconsiderati, questi vengono spesso ignorati o non presi seriamente. Questo fenomeno è detto bureikō (無礼講?), una sorta di empatia tra colleghi di gradi differenti che raramente si verifica nell'ambito lavorativo convenzionale.
D'altro canto, è considerato inaccettabile spingere qualcuno a consumare più di quanto egli desideri. I partecipanti potrebbero bere bevande non alcoliche o lasciare il bicchiere pieno nel caso vogliano far capire di non desiderare ulteriori alcolici.